# Заболотье (Головчинский сельсовет)
Заболотье — деревня в составе Головчинского сельсовета Белыничского района Могилёвской области Республики Беларусь.

## Географическое положение
Ближайшие населённые пункты: Гуры, Речки, Головчин, Васильки.

## История
Упоминается в 1642 году как деревня в составе имения Головчин в Оршанском повете ВКЛ.